# Запретный плод

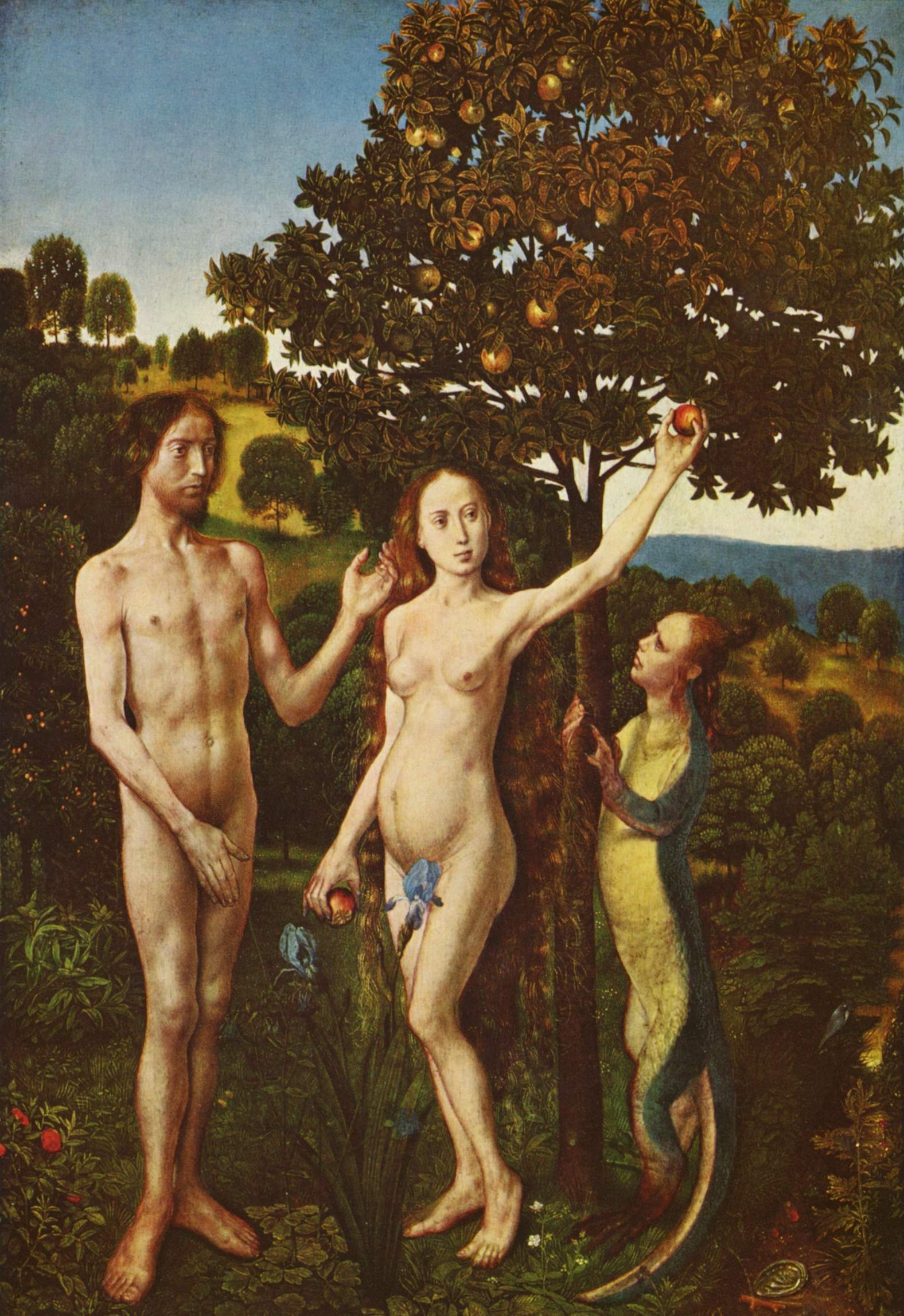
«Грехопадение»,
Хуго ван дер Гус, 1479 год

Запре́тный пло́д — название, данное плоду, растущему в Эдемском саду, который Бог повелевает Адаму и Еве не вкушать. В библейской истории Адам и Ева вкусили плод с древа познания добра и зла и были изгнаны из Эдема. В переносном смысле обозначает нечто желанное, доступ к чему ограничен запретом.
О люди! все похожи вы

На прародительницу Эву:

Что вам дано, то не влечет,

Вас непрестанно змий зовет

К себе, к таинственному древу;

Запретный плод вам подавай:

А без того вам рай не рай.
В русском языке толкование значения этого фразеологизма преимущественно основано на оппозиции «то, чего кто-либо хочет, но иметь не может или не имеет права». Первая часть оппозиции представлена семами «желанное», «привлекательное», вторая — «недозволенное», «недоступное», «запрещённое».

## Ветхозаветный сюжет
В Книге Бытия рассказывается о грехопадении первых людей Адама и Евы после вкушения плодов древа познания добра и зла, которые находились под запретом Творца.

…от всякого дерева в саду ты будешь есть, а от дерева познания добра и зла не ешь от него, ибо в день, в который ты вкусишь от него, смертью умрёшь.
— Быт. 2:16-17
Символ запретного плода является общим для иудаизма, христианства и ислама. По мнению Иоанна Златоуста, запрет на вкушение был сделан, чтобы Адам знал, «что находится под Господом, Которому должен повиноваться и исполнять Его повеления». Ефрем Сирин и Григорий Богослов считают, что запрет вкушения был временным, пока человек, созданный по образу (но не имея от создания подобия), «не преобразит себя от образа Бога в Его подобие».
Аналогичный рассказ приводится в Коране (7:20-22), где дерево не называется как дерево добра и зла, а перед спуском перволюдей на землю Бог прощает им их грех.

## Идентификации и описания
Слово «плод» на иврите обозначается как פֶּ֫רִי (pərî). Что касается того, какой фрукт мог быть запретным плодом Эдемского сада, возможные варианты включают яблоко, персик, виноград, гранат, инжир, рожковое дерево, этрог или цитрон, грушу, айву и грибы. Псевдоэпиграфическая книга Еноха описывает древо познания: «И оно похоже на кератонию; его плод, подобный виноградной кисти, очень прекрасен; запах дерева распространяется и проникает далеко. И я сказал: „как прекрасно это дерево и как прекрасен и прелестен его вид“!» (1 Енох 31:4).
В исламской традиции плод обычно отождествляется либо с пшеницей, либо с виноградной лозой.

### Яблоко
В Западной Европе этот фрукт часто изображали в виде яблока. Возможно, это произошло из-за недопонимания — или каламбура — двух несвязанных слов mălum, исконно латинского существительного, означающего зло (от прилагательного malus), и mālum, другого латинского существительного, заимствованного из греческого μῆλον, что означает яблоко. В Вульгате, Бытие 2:17, дерево описывается как «de ligno autem scientiae boni et mali»: «но от дерева познания добра и зла» (mali здесь — родительный падеж malum).
Гортань, в частности гортанный выступ, соединяющий щитовидный хрящ, в человеческом горле гораздо более заметен у мужчин и поэтому был назван Адамовым яблоком, исходя из представления, что это было вызвано тем, что запретный плод застрял в горле Адама, когда он его проглотил.

### Виноград
Рабби Меир говорит, что плодом был виноград, превращённый в вино. Зоар аналогичным образом объясняет, что Ной пытался (но безуспешно) исправить грех Адама, используя виноградное вино для священных целей. В мидраше Берейшит Рабба говорится, что плодом был виноград или выжатый виноград (возможно, имеется в виду вино). Глава 4 из 3 Баруха, также известная как греческий Апокалипсис Баруха, обозначает плод как виноград. 3 Барух — это текст первого-третьего веков, который является либо христианским, либо еврейским с христианскими вставками.

### Инжир
В Библии в книге Бытия говорится, что Адам и Ева сами сшили себе одежду из фиговых листьев: «И открылись глаза у них обоих, и они узнали, что наги; и сшили фиговые листья вместе, и сделали себе пояса». Раввин Нехемия Хайон поддерживает идею о том, что плодом была смоковница, поскольку именно из листьев смоковницы Бог сотворил одежду для Адама и Евы, изгнав их из Сада. «Тем, чем они были низведены, они были исправлены». Поскольку инжир является давним символом женской сексуальности, он пользовался популярностью как любимый дублёр яблока как запретного плода во времена итальянского Возрождения, Микеланджело Буонарроти изобразил его таковым на своей знаменитой фреске на потолке Сикстинской капеллы.

### Гранат
Сторонники теории о том, что Эдемский сад располагался где-то на территории, ныне известной как Ближний Восток, предполагают, что плод на самом деле был гранатом, растением, произрастающим от Ирана до Гималаев и культивируемым с древних времён. Ассоциация граната со знанием подземного мира, как это предусмотрено в древнегреческой легенде о Персефоне, возможно, также породила ассоциацию со знанием потустороннего мира, связанную со знанием, которое запрещено смертным. Кроме того, считается, что Аид предложил Персефоне гранат, чтобы заставить её остаться с ним в подземном мире. Гадес — греческий бог смерти, и в Библии говорится, что тот, кто съест запретный плод, умрет.

### Пшеница
Рабби Иегуда предполагает, что плодом была пшеница, потому что «младенец не знает, как называть свою мать и отца, пока не попробует вкус зерна».
На иврите, пшеница обозначается как «хита», которое считается каламбуром на «хет», что означает «грех».
Хотя обычно её путают с семенем, при изучении ботаники пшеничная ягода технически представляет собой простой фрукт, известный как зерновка, который имеет ту же структуру, что и яблоко. Точно так же, как яблоко — это мясистый фрукт, содержащий семена, зерно — это сухой фрукт, который впитывает воду и содержит семя. Путаница возникает из-за того, что плоды травы имеют форму, похожую на некоторые семена.

### Гриб
Фреска в аббатстве Пленкуро (фр.) 13-го века во Франции изображает Адама и Еву в Эдемском саду, возле Древа Познания, которое имеет вид гигантского мухомора, психоактивного гриба. Теренс Маккенна предположил, что запретный плод был отсылкой к психотропным растениям и грибам, в частности к псилоцибиновым грибам, которые, по его теории, сыграли центральную роль в эволюции человеческого мозга. Ранее, в хорошо документированном, но подвергшемся резкой критике исследовании, Джон М. Аллегро предложил гриб в качестве запретного плода.

### Банан
Существует несколько сторонников этой теории, начиная с тринадцатого века. В переводе работы Маймонида «Медицинские афоризмы Моисея», сделанном Натаном Хамеати в XIII веке, банан называется «яблоком Эдема». В шестнадцатом веке Менахем Лонзано считал, что в Сирии и Египте общеизвестно, что банан — это райское яблоко.

### Лодоицея
Чарльз Джордж Гордон отождествил запретный плод с древа познания с Лодоицеей.